# Глиняний Велес
«Глиняний Велес» (біл. Гліняны Вялес) — щорічна літературна премія, заснована в 1993 році членами Товариства Вільних Літераторів. Голова оргкомітету — Олесь Аркуш. Премія за найкращу білоруськомовну художню книжку року. Лауреат отримує символічну нагороду — глиняну статуетку мецената. Стати призером можна лише один раз.

## Історія
У 1993 році засновано «Товариство Вільних Літераторів». На установчих зборах виникли думки про власний друкований орган, яким став журнал «Калосьсе», видавництво — «Полацкая ляда».
|               | Серед пропозицій, які прозвучали на наших установчих зборах, була пропозиція про заснування власної літературної премії. І він був заснований. Я особисто довго думав як її назвати. Оскільки ТВЛ виникло на основі нонконформізму, ми не могли розпізнавати різні «тотемні знаки» конформізму. Ми шукали образ, який би нам підходив. Нам не підходила ні золота, ні срібна, ні кришталева нагорода... Я подумав: а якби глиняна. Бог створив людину з глини, до того ж це улюблений матеріал народних умільців... |
| — Олесь Аркуш | |

Письменники прагнули продовжити національні білоруські традиції, знайти символ, який би відповідав кривській землі, продовжити ідеї Ластовського. Олесь Аркуш перегортав багато енциклопедій і довідників і в одній з них натрапив на статтю про «Велеса»: «У нього було широке поле діяльності: починаючи від підземного світу і закінчуючи тваринництвом, але крім цього він опікувався людьми. культури. У тваринництві пастухи з давніх-давен грали на сопілці та дудці. І це нам дуже підходило», — зазначив Олесь Аркуш.

## Цікаві факти
- Участь у конкурсі можлива лише після подання книги до організаційного комітету
- Долю премії вирішує журі з дванадцяти нейтральних експертів
- З 1998 року премія вручається в Полоцькому музеї білоруського книгодрукування
- Лауреатом премії можна стати лише раз у житті[1]
- За традицією лауреат під час вручення нагороди повинен виголосити інавгураційну промову[2]